# Disney Wish
Disney Wish est le cinquième navire de croisière détenu et exploité par Disney Cruise Line, une filiale de The Walt Disney Company. Il s'agit du plus grand navire de la flotte. Il est entré en service en juin 2022 et sera suivi par ses navires jumeaux, le Disney Treasure, en 2024 et le Disney Destiny en 2025. Les quatre autres navires de la flotte sont le Disney Magic, le Disney Wonder, le Disney Dream et le Disney Fantasy.

## Histoire
En mars 2016, Disney Cruise Line annonce avoir mis en service deux nouveaux navires, décrits comme plus grands que Disney Dream et Disney Fantasy, mais avec un nombre équivalent de cabines. Un troisième navire a été annoncé le 15 juillet 2017 à l'Expo D23. En mars 2018, Disney Cruise Line publie le premier rendu de sa nouvelle génération de navires de croisière,. Les paquebots de croisière de jauge brute 140 000 seraient propulsés au GNL et pourraient accueillir au moins 2 500 passagers. En janvier 2019, la classe du navire a été confirmée comme étant Triton dans des documents publics publiés par Port Canaveral,,.

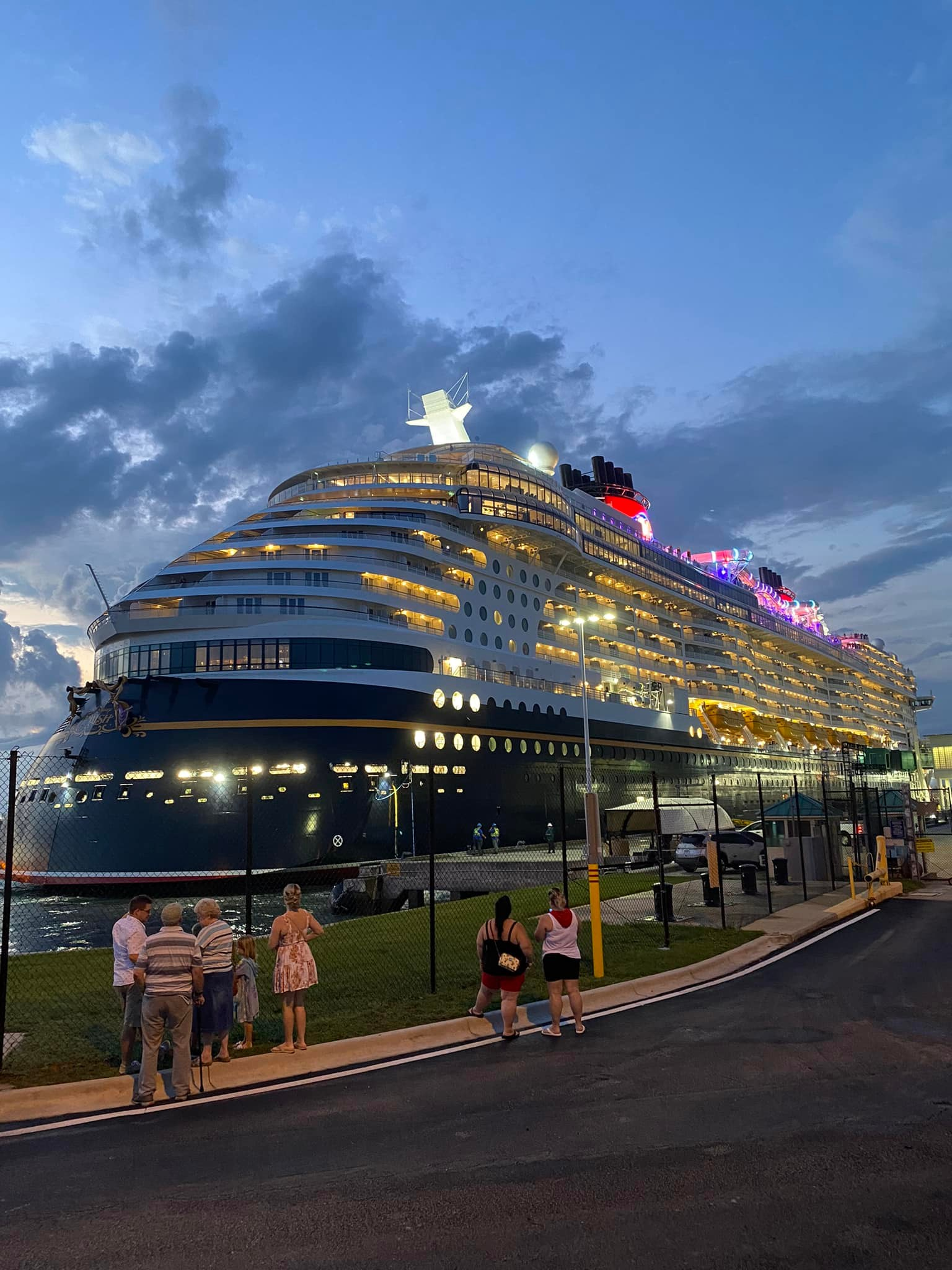
Disney Wish arrive à Port Canaveral le 20 juin 2022

Le 25 août 2019, le cinquième navire est officiellement annoncé sous le nom de Disney Wish à l'Expo D23. La construction commence en mars 2020 à Meyer Werft, en Allemagne, avec une date de livraison modifiée par la suite en raison de la pandémie de Covid-19,. Il a également été annoncé à l'Expo D23 que Raiponce figurerait comme le personnage principal de Disney Wish, la Walt Disney Company publiant les maquettes de conception du navire, y compris un rendu de Cendrillon en tant que personnage de l'atrium du navire.
Le 8 avril 2021, lors de la cérémonie de pose de la quille, il est annoncé que le capitaine Minnie serait la pièce maîtresse du Disney Wish. Le 29 avril 2021, Disney Cruise Line partage un premier aperçu de son nouveau navire, dont l'embarquement est prévu pour la mi-2022. Disney Wish dispose de 1 250 cabines, ainsi que de plusieurs restaurants, espaces immersifs et expériences sur le thème de Walt Disney Pictures, de Marvel Cinematic Universe, de Star Wars et des personnages de Pixar, ainsi que de l'AquaMouse, la première attraction Disney en mer au monde.
Le 3 février 2022, il est annoncé que les traversées inaugurales de Disney Wish avaient été repoussées du 9 juin au 14 juillet 2022, en raison de retards dans les chantiers navals. Le 11 février 2022, Disney Wish termine son flotteur à Papenbourg, en Allemagne, où la figure de Raiponce est révélée pour la première fois,. En mai 2022, il est annoncé que le navire accosterait à Port Canaveral le 20 juin, suivi d'une cérémonie de baptême diffusée en direct et d'une croisière pour les médias d'information et les experts du voyage le 29 juin,.

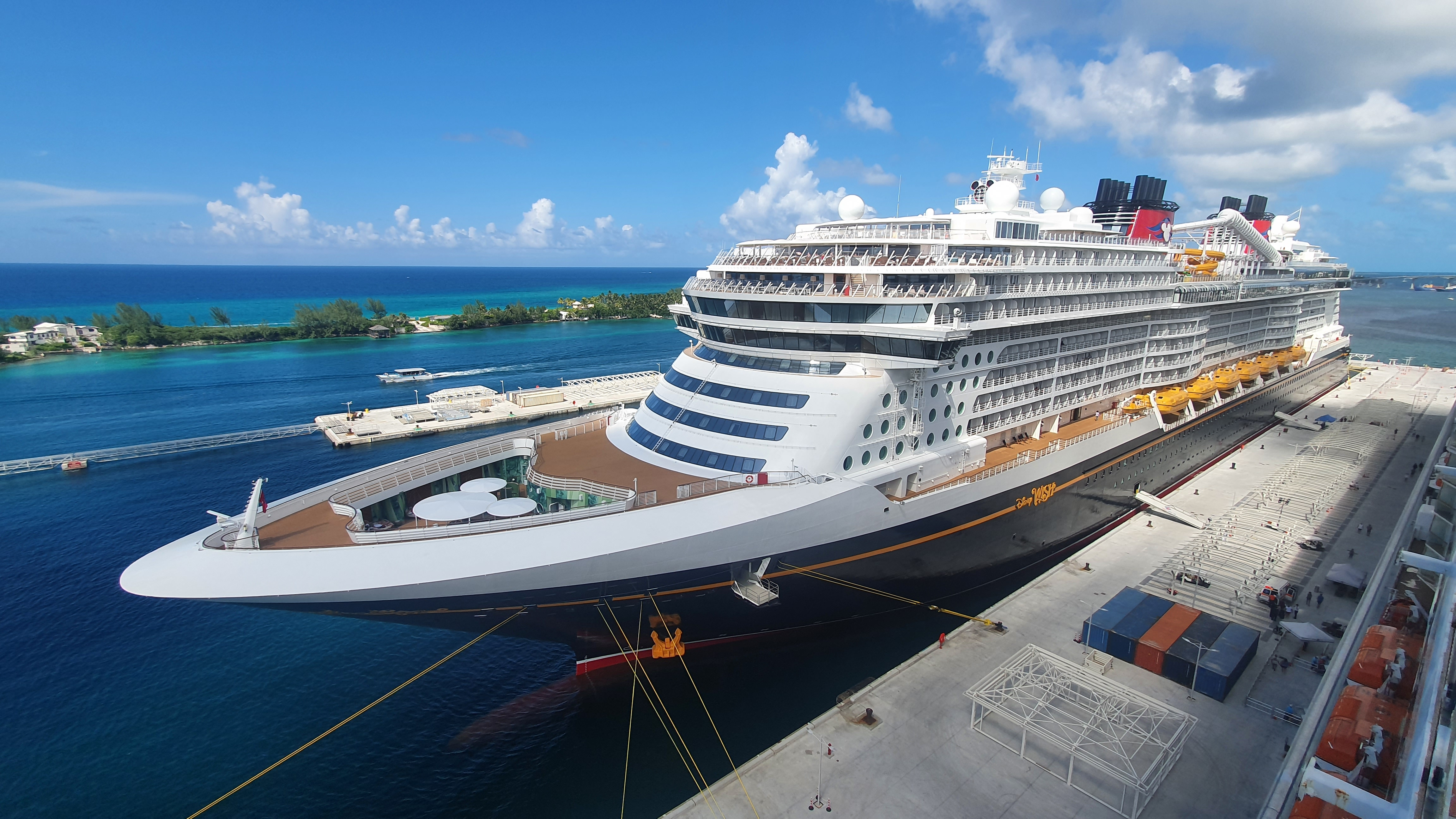
Disney Wish à Nassau le 20 août 2022.

Le 9 juin 2022, Disney Wish est officiellement remis à Disney Cruise Line, le chantier naval déclarant que le navire a navigué vers le Portugal et Castaway Cay avant son voyage transatlantique vers Port Canaveral. Il est arrivé à Port Canaveral le 20 juin 2022, où il a été accueillie par Mickey et Minnie Mouse. Le 21 juin 2022, la première croisière d'essai du navire a été annulée, car le navire n'était pas prêt. Le lendemain, la deuxième croisière d'essai prévue le 24 juin 2022 a également été annulée pour se concentrer sur la cérémonie de baptême,. Le 24 juin 2022, tous les enfants passés, présents et futurs de la fondation Make-A-Wish ont été annoncés comme étant les filleuls du navire. Le 29 juin 2022, Disney Wish a été officiellement baptisé par trois ambassadeurs des enfants Make-A-Wish avant de se lancer dans sa croisière de baptême de 3 nuits pour les médias à Castaway Cay.
Le 14 juillet 2022, Disney Wish est officiellement entré en service et a entrepris son voyage inaugural, une croisière de cinq nuits aux Bahamas avec escale à Nassau et Castaway Cay,.
Le 24 décembre 2022, National Geographic publie un documentaire Making the Disney Wish: Disney's Newest Cruise Ship montrant la réalisation du Disney Wish et son processus de conception. Il est réalisé, écrit et produit par Chad Cohen, Bethany Jones écrivant et produisant également, aux côtés de Disney Yellow Shoes. Le tournage a eu lieu à partir de juin 2021, peu après le début de la construction, jusqu'à son voyage inaugural en juillet 2022. Le film a fait ses débuts sur Disney+ le 17 février 2023.

## Conception
Disney Wish a une jauge brute de 144 000 GT, une longueur de 1 119 pieds et une largeur de 128 pieds. Disney Wish a une capacité de 1 555 membres d'équipage et 4 000 passagers avec 1 254 cabines.
Disney Wish est annoncé pour jouer des chansons de films et de parcs Disney en utilisant ses cornes, en particulier : "A Dream Is a Wish Your Heart Makes" de Cendrillon, "Be Our Guest" de La Belle et la Bête, "Yo Ho (A Pirate's Life for Me)" de Pirates of the Caribbean, les chansons de Pinocchio "When You Wish Upon a Star" et "Hi-Diddle-Dee-Dee (An Actor's Life for Me)", "We Don't Talk About Bruno" d'Encanto, "Do You Want to Build a Snowman?" de la Reine des neiges, "It's a Small World (After All)" et "Star Wars (Main Title)". Actuellement, le Disney Wish se révèle avoir 18 cornes, bien qu'il soit supposé en avoir plus que la classe Dream.
Le Disney Wish intègre également un design sur le thème de la Nouvelle-Orléans, que l'on peut voir dans son plafond plein de fleurs dans la section The Bayou.

## Loisirs

### Activités à bord
Les activités à bord de Disney Wish incluent : Les Indestructibles : la zone des héros qui peut être utilisée pour diverses activités sportives, le pique-nique royal d'Olaf et l'expérience AR Disney Uncharted Adventure. Disney Wish comprend également diverses activités pour les jeunes, notamment :
- Disney's Oceaneer Club, avec Marvel Super Hero Academy, Walt Disney Imagineering Lab, Fairytale Hall et Star Wars : Cargo Bay[35]
- Vibe, conçu exclusivement pour les adolescents
- The Hideaway
- Edge, conçu exclusivement pour les préadolescents
- Une crèche "It's a small world"

Le navire présente la première attraction Disney en mer, appelée AquaMouse, basée sur Le Monde Merveilleux de Mickey avec la musique de Christopher Willis. Il présente deux nouveaux scénarios qui alternent selon les jours de la croisière : "Swiss Meltdown" et "Scuba Scramble".

### Divertissement
Disney Wish comprend trois cinémas :
- Walt Disney Theatre (capacité de 1 274 places ; productions originales en direct : La Petite Sirène, Disney Seas the Adventure et Disney's Aladdin: A Musical Spectacular)
- Wonderland Cinema
- Neverland Cinema

## Restauration
Chaque soir d'une croisière Disney Wish, les clients dînent dans un restaurant différent. C'est ce qu'on appelle un « repas en rotation ». Sur un navire Disney, les invités tournent avec leurs serveurs, ce qui contribue à développer la relation entre le restaurant et les serveurs.
Les restaurants rotatifs de Disney Wish sont 1923, situé sur le pont 3 au milieu du navire, Worlds of Marvel situé sur le pont 4 à l'arrière et Arendelle : a Frozen Dining Adventure situé sur le pont 5 à l'arrière :
- Le restaurant de 1923 incarne le style du vieux Hollywood, dans le but de donner aux clients un sentiment de classe et évoque l'histoire de Walt Disney.
- Les Mondes de Marvel incluent l'expérience culinaire familiale immersive « Avengers : Quantum Encounter »[38]. L'expérience se déroule pendant le dîner avec des éléments interactifs et une reconstitution CGI complète des ponts supérieurs du Wish[39]. Paul Rudd, Evangeline Lilly, Anthony Mackie, Brie Larson, Kerry Condon, Ross Marquand et Iman Vellani ont repris leurs rôles dans le Marvel Cinematic Universe (MCU)[40]. L'imagineur Danny Handke a réalisé "Avengers : Quantum Encounter", avec un scénario de lui-même, Steven Spiegel et Michael Waldron, et une musique composée par Michael Tavera. Les réalisateurs de la séquence incluent Nia DaCosta[41], Chris Waitt et Bradford Burah[42].
- Arendelle : A Frozen Dining Adventure se déroule dans le palais, où les invités assistent à une fête de fiançailles pour Anna et Kristoff, rejoints par d'autres personnages de La Reine des neiges.